# Idiops pirassununguensis
Espèce
Idiops pirassununguensis est une espèce d'araignées mygalomorphes de la famille des Idiopidae.

## Distribution
Cette espèce est endémique du Brésil. Elle se rencontre dans les États de São Paulo, du Minas Gerais, du Goiás, du Mato Grosso, d'Amazonas, du Rondônia, du Pará, d'Amapá, du Maranhão, du Piauí, du Paraíba, du Sergipe, du Bahia, et au District fédéral.

## Description
Le mâle holotype mesure 14,9 mm.
La femelle décrite par Fonseca-Ferreira, Guadanucci, Yamamoto et Brescovit en 2021 mesure 19,1 mm.

## Étymologie
Son nom d'espèce, composé de pirassunungu[a] et du suffixe latin -ensis, « qui vit dans, qui habite », lui a été donné en référence au lieu de sa découverte, Pirassununga.

## Publication originale
- Fukami & Lucas, 2005 : « Notas sobre espécies de Idiops Perty, 1833 do sudeste brasileiro com descrição de I. pirassununguensis sp. n. (Mygalomorphae, Idiopidae, Idiopinae). » Biota Neotropica, vol. 5, p. 1-7 (texte intégral).